# Attentat du 22 octobre 2014 à Jérusalem
 (septembre 2024).
Le contenu est difficilement compréhensible vu les erreurs de traduction, qui sont peut-être dues à l'utilisation d'un logiciel de traduction automatique.
Le 22 octobre 2014, un Palestinien percute avec sa voiture une foule de gens qui attendent à une station de Tramway de Jérusalem, dans un quartier de Jérusalem-Est,,. L'attaque a tué un bébé de 3 mois et un Équatorien de 22 ans et en a blessé sept autres,,. La police a tiré sur le conducteur du véhicule qui a fui la scène et est mort plus tard de ses blessures.

## Attaque
Adbel-Rahman Shaloudi, 21 ans, de Silwan, est soupçonné d'avoir délibérément poussé la voiture de son père à haute vitesse dans la foule qui attend le Tramway. Israël l'a identifié comme un membre du Hamas, et le porte-parole de la police Micky Rosenfeld a déclaré que « c'était une attaque terroriste. Le pilote... est un résident de Silwan et a un passé terroriste. Il a fait de la prison pour activités terroristes ». Le conducteur a été abattu alors qu'il tentait de fuir la scène,,,.
Les membres de la famille d'Adbel-Rahman Shaloudi pensent qu'il avait perdu le contrôle de la voiture et que le meurtre n'était pas intentionnel,. Ynet spécule, après des conversations avec sa famille, que son acte ait été précipité, après avoir entendu une rumeur sur une radio en langue arabe que la police Israélienne était entrée dans la Mosquée Al-Aqsa avec leurs chaussures non pas pour arrêter un suspect mais afin de profaner le temple. Le 14 novembre, l'ordre fut donné de démolir la maison de Shaloudi ; celle-ci est détruite le 19 novembre, bien que les images montrent que seule sa chambre, et pas l'ensemble de la maison, a été détruite.

## Les victimes
Chaya Zissel Braun était un bébé de 3 mois, ayant la double nationalité Américaine et Israélienne. Alors que sa mère sortait du Tramway, la poussette a été touchée directement par la voiture, la tuant sur le coup,.
Karen Yemima Mosquera, 22 ans était une immigrante venant de l'Équateur, qui était venue en Israël pour explorer le judaïsme dans l'optique d'une conversion future. Elle a été gravement blessée lors de l'attaque, et est décédée plus tard le 26 octobre,,,. Sa mère et sa sœur s'étaient rendues à Jérusalem pour être avec elle à l'hôpital ; son père s'est joint à eux pour les funérailles.